# Camillo II. Gonzaga di Novellara

Wappen der Gonzaga di Novellara von 1650 bis 1678

Camillo II. Gonzaga di Novellara (* 25. Mai 1581 in Novellara; † 8. November 1650 in Novellara) war ein italienischer Adliger, der von 1589 bis 1640 und von 1644 bis 1650 als 5. Graf von Novellara und von Bagnolo in Piano regierte, sich als Condottiere auszeichnete, 1635 Geistlicher wurde und 1640 zugunsten seines Sohnes resignierte, jedoch nach dessen Tod 1644 neuerlich bis zu seinem Ableben die Regierung der beiden Grafschaften übernahm.

## Herkunft

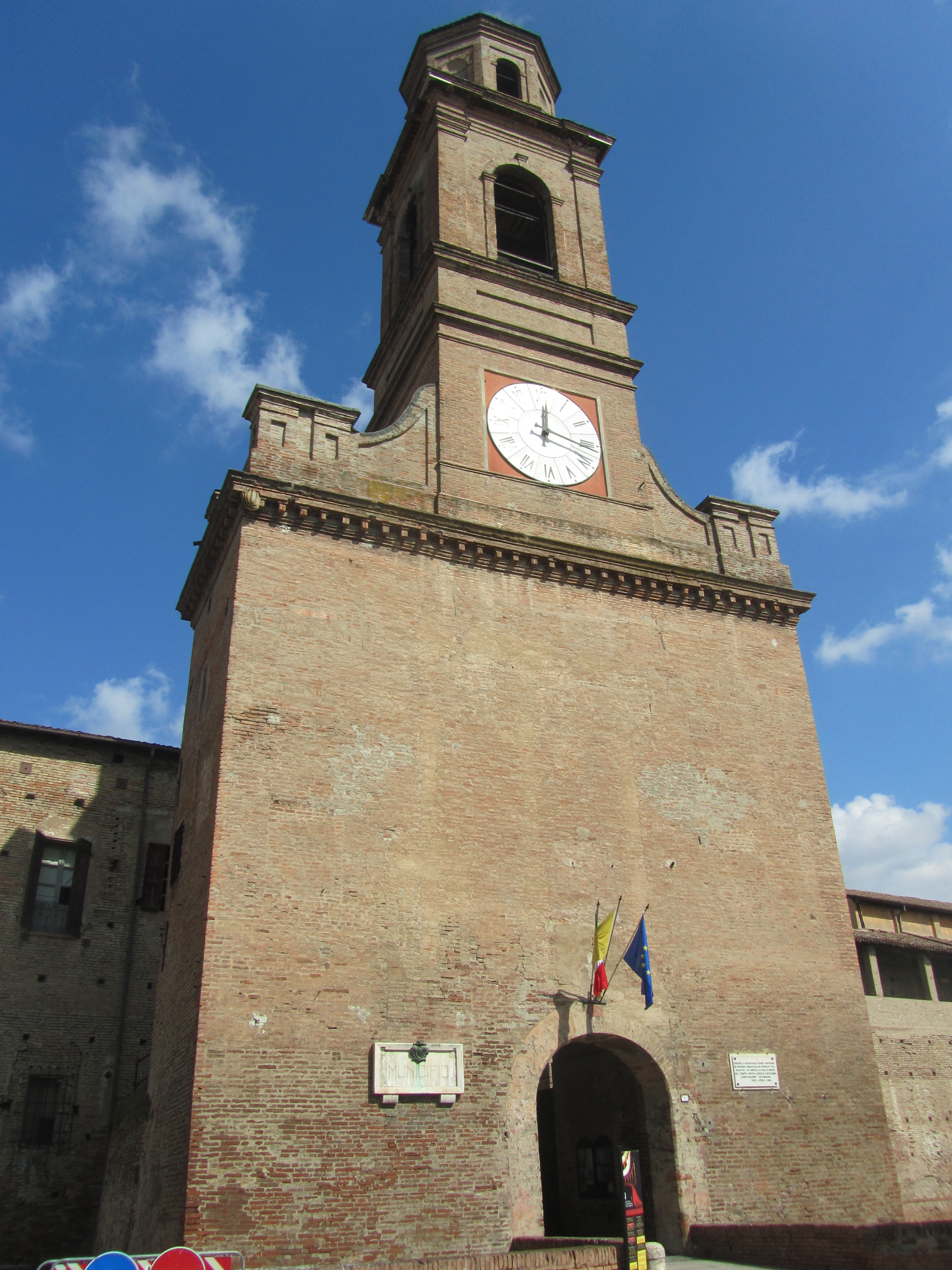
Die Burg von Novellara, die seit 1371 im Besitz der Linie der Gonzaga di Novellara war.

Camillo stammte aus der alten italienischen Adelsfamilie der Gonzaga, jedoch nicht aus der Hauptlinie, die als Herren, dann als Markgrafen und später als Herzöge von Mantua regierte, sondern aus der ältesten Nebenlinie, die sich in der Person von Feltrino Gonzaga († nach 1371) schon im 14. Jahrhundert abgespaltet hatte und seitdem zunächst als Herren und ab 1501 als Grafen die beiden benachbarten Territorien Novellara und Bagnolo in Piano beherrschte, die wenige Kilometer nördlich von Reggio nell’Emilia in der Poebene gelegen sind und heute zur Provinz Reggio Emilia in der Region Emilia-Romagna gehören.
Camillo II. war der älteste Sohn von Alfonso I. Gonzaga, der von 1540 bis 1589 als 4. Graf von Novellara und Bagnolo regierte, aus dessen Ehe mit Vittoria di Capua († 1627), einer Tochter des Giantommaso di Capua, Marchese della Torre di Francolise und der Faustina, die aus dem berühmten römischen Geschlecht der Colonna stammte.

## Leben

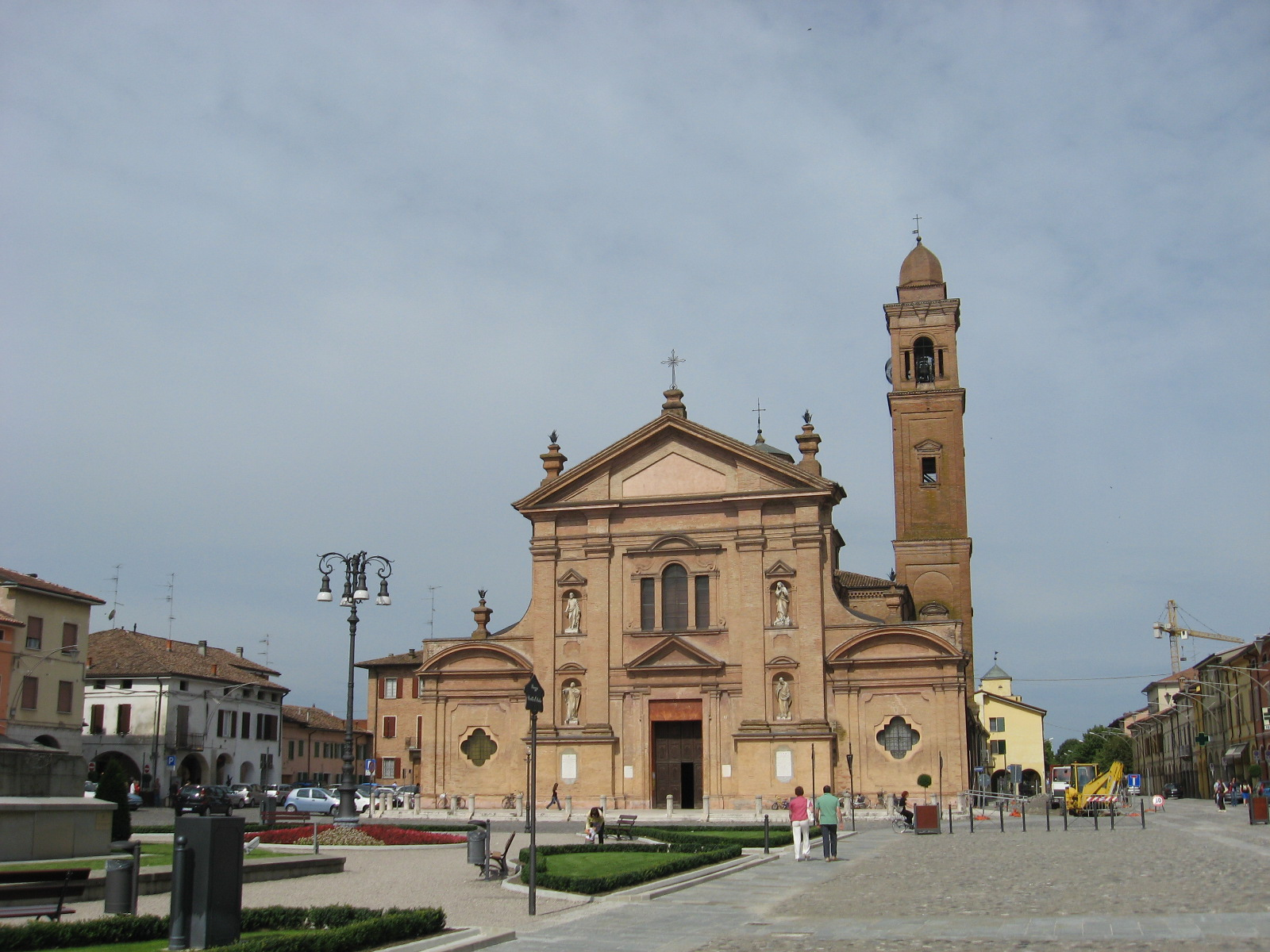
Novellara, Piazza Unità d’Italia mit der Chiesa di Santo Stefano, im Hintergrund der von Camillo II. erbaute Campanile

Camillo II. Gonzaga wuchs im Schloss zu Novellara auf, genoss eine Erziehung im Geist der Renaissance, folgte 1589 nach dem frühen Tod seines Vaters im Alter von 8 Jahren nominell als 5. Graf von Novellara und Bagnolo, wobei jedoch die effektive Herrschaft bis zu seiner Großjährigkeit bei seiner Mutter als Regentin und bei deren Beratern lag.
Nach Erreichung der Großjährigkeit wurde er im Jahre 1596 von Kaiser Rudolf II. formell mit den beiden Grafschaften belehnt. Um die schmale finanzielle Basis seiner Herrschaft zu verbreitern, ergriff er der Tradition der Familie entsprechend eine militärische Laufbahn als Kondottiere im Dienst des Hauses Österreich, indem er in die Dienste von König Philipp III. von Spanien († 1621) eintrat, ab 1603 unter Ambrosio Spinola Doria marqués de los Balbases († 1630) in den Niederlanden und später unter dem Gouverneur der Lombardei, Pedro Henriquez de Acevedo, Conde de Fuentes († 1610) kämpfte.

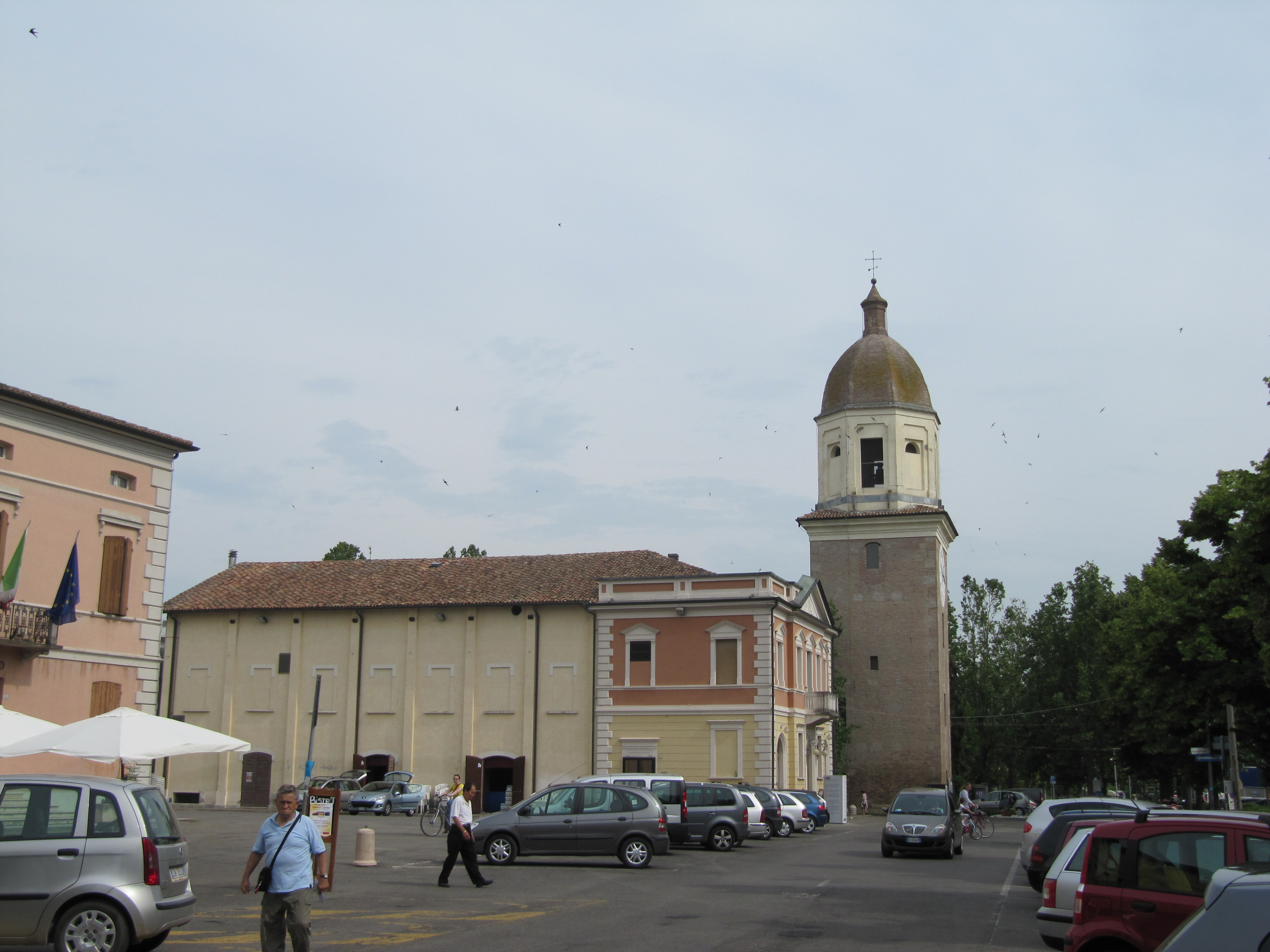
Bagnolo, Blick auf den „Torrazzo“, den Turm, der von der Burg der Gonzaga übergeblieben ist.

Am 13. Januar 1605 heiratete er Caterina d’ Avalos, die jedoch schon 1618 verstarb. Im Jahre 1616 ließ er in Novellara den Campanile der Chiesa di Santo Stefano neu erbauen und das Spital errichten.
Die Pest, die im Jahre 1630 in Novellara zum Ausbruch kam, forderte zahllose Opfer in der Bevölkerung, was Camillo tief beeindruckte und dazu veranlasste, seine Religiosität zu vertiefen und sich dem Studium der Theologie zu widmen. Im Jahre 1636 entschloss er sich zu einer geistlichen Laufbahn, reiste nach Rom, wurde dort von Papst Urban VIII. (Maffeo Barberini) (1623–1644) in Audienz empfangen und legte vor diesem seine Gelübde ab. Er kehrte daraufhin nach Novellara zurück, übte weiterhin die Regierung aus, verzichtete jedoch 1640 zugunsten seines ältesten Sohnes Alessandro III. Gonzaga und zog sich in ein Kloster zurück.
Als sein Sohn Alessandro vier Jahre später verstarb, übernahm Camillo II. erneut die Regierung in den Grafschaften Novellara und Bagnolo, bis er selbst im Jahre 1650 verstarb.

## Ehe und Nachkommen
Camillo II. vermählte sich am 13. Januar 1605 mit Caterina d’Avalos d’Aquino d’Aragona, die aus einer der berühmtesten Adelsfamilien des Königreiches Neapel stammte, die allerdings ihre Wurzeln in Spanien hatte. Sie war eine Tochter von Alfonso Felice d’Avalos d’Aquino d’Aragona (* 1564; † 1593), Principe di Francavilla, Principe di Montesarchio, Marchese del Vasto, Marchese di Pescara etc., Grande von Spanien, königlich neapolitanischer Oberstkämmerer etc. und der Lavinia della Rovere Prinzessin von Urbino (* 1558; † 1632), einer Tochter von Guidobaldo della Rovere († 1574), Herzog von Urbino, und der Vittoria Farnese, Prinzessin von Parma und Piacenza († 1602).
Nachkommen:
1. Alessandro III. Gonzaga († 10. September 1644), 6. Graf von Novellara und Bagnolo (1640–1644), ⚭ Anna Bevilacqua († Februar 1630 an der Pest), Tochter von Ernesto Bevilacqua Conte di Bismantova und der Felice Sassatelli
2. Lavinia Thecla Gonzaga Gräfin von Novellara (* 14. Oktober 1607; † 7. Mai 1639) ⚭ I. 17. Dezember 1628 Wratislaw I. Graf von Fürstenberg (* 31. Januar 1584 in Prag; † 10. Juli 1631 in Wien) aus der Möhringer Linie; ⚭ II. 7. Oktober 1635 in Kaiserebersdorf Otto Friedrich Reichsgraf von Harrach zu Rohrau (* 2. September 1610; † 7. Mai 1639)
  1. Katharina Eleonore Gräfin von Fürstenberg (* 1630; † 15. Februar 1676 in Vaduz) ⚭ 14. Februar 1648 Franz Wilhelm I. Graf von Hohenems (* 1628; † 19. September 1662)
  2. Franz Wratislaus Graf von Fürstenberg (* 1631; † 1641)
  3. Ferdinand Bonaventura I. Graf von Harrach zu Rohrau (* 14. Juli 1636; † 15. Juni 1706) ⚭ 28. Oktober 1662 Johanna Theresia Gräfin von Lamberg (* 1639; † 1718)
  4. Maria Elisabeth Gräfin von Harrach (* 2. September 1637; † 23. Mai 1710 in Wien) ⚭ 29. Januar 1660 Karl Ferdinand Graf von Waldstein (* 1634; † 9. April 1702)
3. Alfonso II. Gonzaga (* 20. April 1616; † 25. Juli 1678), 7. Graf von Novellara und Bagnolo (1650–1678) ⚭ 1648 in Massa Ricciarda Cibo, Principessa di Massa (* 20. März 1622; † 1683), eine Tochter von Carlo I. Cibo († 1662), Principe di Massa e di Carrara und der Brigida Spinola († 1660)
  1. Camillo III. Gonzaga (* 23. August 1649; † 16. August 1727), 8. Graf von Novellara und Bagnolo (1678–1727) ⚭ 1695 Matilde d’Este (* 1673; † 2. März 1732), Tochter von Sigismondo IV. d’Este, Marchese di San Martino und der Maria Teresa Grimaldi († 1723)
  2. Caterina Gonzaga di Novellara (* 1653; † 17. Juli 1723) ⚭ 15. April 1661 Carlo Giustiniani 2. Principe di Bassano (* 9. November 1649 in Rom; † 25. November 1679 in Bassano)
4. Faustina Gonzaga (* 1617; † 1637), Nonne in Pesaro